# Wiatrak holenderski w Wolinie
Wiatrak holenderski w Wolinie – wiatrak holenderski znajdujący się w Wolinie, w województwie zachodniopomorskim. Mieści się w zachodniej części miasta, za cmentarzem.
Budowla została wzniesiona w 1850 roku. Posiada trzy kondygnacje. Wybudowano ją na planie koła. Obecnie pełni funkcję młyna przemysłowego.